# Chavarriella diminuta
Chavarriella diminuta är en fjärilsart som beskrevs av Paul Dognin 1923. Chavarriella diminuta ingår i släktet Chavarriella och familjen mätare. Inga underarter finns listade i Catalogue of Life.